# Alzina Centenària
L'Alzina centenària que dona nom a l'indret on s'ubica, "Pla de l'alzina". L'Alzina va créixer, en mig d'un pla on no hi havia cap altre arbre, i en una zona que antigament es coneixia com la Partida del Coscollar.
Actualment l'Alzina és considerada com a la imatge del símbol i escut municipal de la Vila d'Alcarràs. Trobareu senyalitzat el camí per arribar-hi des de l'inici de la carretera de Vallmanya L-800 fins al mateix indret, avui també reconegut per ésser a la vora d'un dels ponts de nova construcció, degut al pas pel terme de la línia de ferrocarrils per l'AVE.